# 四宮站
四宫站（日语：／ Shinomiya eki */?）是一個位於日本京都府京都市山科區四之宫堂之后町，是京阪電氣鐵道京津線的停留場。车站号码是OT32。

## 历史
站名由来
据说德林庵的北侧有仁明天皇的第四皇子“人康亲王”的山庄，这就是“四之宫”的地名的由来。

## 车站结构
拥有岛式、单式复合型2面3线站台的地上车站。检票口在单式前往京都方向的站台的琵琶湖滨大津附近，与对面的岛式琵琶湖滨大津方向的站台用站内道口联系着。
车站的北侧设置了作为京津线车辆基地的四宫车库。
琵琶湖浜大津那边有一条Y形折回线。在地铁开通前的时刻表中，普通列车频繁地用于折回。

### 月台配置
| 月台         | 路線    | 方向 | 目的地                                 | 備註                                                                               |
| ------------ | ------- | ---- | -------------------------------------- | ---------------------------------------------------------------------------------- |
| 1、2（島式） | ▲京津線 | 上行 | 琵琶湖濱大津、石山寺、坂本比叡山口方向 | 车库侧的站台（1号月台）是本站始发的专用 石山寺、坂本比睿山口方向是琵琶湖滨大津换乘 |
| 3（侧式）    | ▲京津線 | 下行 | 京阪山科、 地下鐵東西線 三條京阪方向   | 从御陵站直通地铁东西线                                                             |

月台有效长度为4节。
尽管站台有3条以上，但在引导上没有标示号码（即使是自动广播也不会播放乘车号码）。但是，车站管理上的番线号码大致存在，从车库侧的站台开始计数番线号码，上行用的岛式站台是1、2号线，下行用的单式站台是3号线。
关于前往琵琶湖浜大津方向，通常只使用车站一侧的站台（相当于2号线）。对面（车库一侧）的站台（相当于1号线）是由出库列车和本站始发列车使用的（以前有快车的时代是在本站进行缓急连接的）。到地铁东西线开业前一天的1997年10月11日为止，京阪京津线以准急（三条站–浜大津站之间）和普通（三条站–本站之间）两条线路运行。因此，到三条为止的先到列车每小时有8趟，随着地铁开业的第二天12日的修正，仅普通列车1小时4趟，本站和京阪山科站减少班次，2018年3月17日的修改进一步减少，每小时3趟。现在以本站为起点（伴随着出入车库和夜间滞留）的列车虽然很少，但也被设定为起点。

## 相鄰車站
京阪電氣鐵道
▲京津線
京阪山科（OT31）－四宮（OT32）－追分（OT33）

## 外部連結
- 四宮 - 京阪電氣鐵道